# دوپیق
دوپیق یکی از روستاهای استان آذربایجان شرقی است که در دهستان آذغان بخش مرکزی شهرستان اهر واقع شده‌است زبان مردم روستا ترکی است این روستا از شمال به دغلیان و لزگی بولاخ از غرب به میسرو و بششح و از جنوب با رشت آباد، آقا کندی، جنگلو و بجویشن همسایه است مساحت تقریبی روستا ۴۰۰۰ هکتار است که غالبا کشت دیم گندم جو و عدس می باشد.دوپیق دارای ۱۰۰ خانوار و ۷۰۰ نفر جمعیت دارد که به کار کشاورزی و دامداری مشغولند.حاج سلیم حضرتی از خان این روستا میباشد دوپیق قدمتی چندین هزار ساله دارد.از جاهای دیدنی روستا می توان به چشمه آب چخماخ بولاخ اشاره کرد. دوپیق قدمتی چند هزار ساله دارد که در  آن سنگ های آسیاب و کتیبه های سنگی موجود مطالعه نشده هست. همچنن منطقه   قدمتی به مراتب بالا دارد.
دوپیق ییلاق ایل عشایری مختلفی هست که ریشه در این منطقه دارند.
مردم روستای دوپیق شیعه و افرادی متدین می باشند.
دوپیق در زلزله تخریب شد. ولی مجددا توسط بنیاد مسکن آذربایجان شرقی و ستاد معین بنیاد مسکن زنجان بازسازی شد.دوپیق دارای آب و هوایی کوهستانی با تابستان خنک است که مقصد بسیاری از گردشگران است.این روستا ۳۴۸ نفر جمعیت دارد.
شایان ذکر است که بخش اعظمی از اهالی روستا به شهر های مختلف از جمله تهران، تبریز، مینو دشت، بندر عباس و غیره مهاجرت کرده اند.